# Stromschnellen des Dnepr

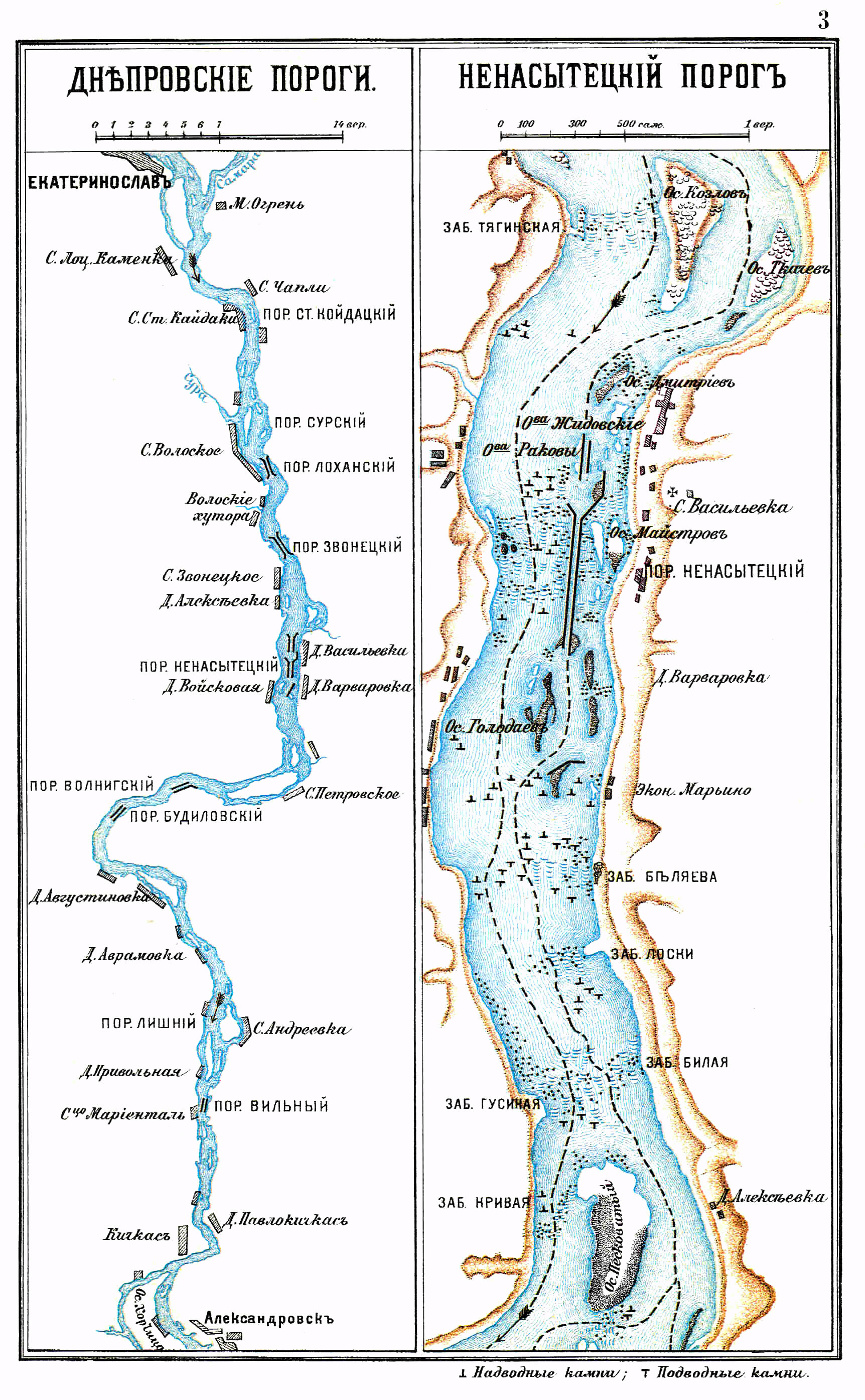
Links: Der Dnepr-Lauf zwischen Dnipro (hier Екатеринославъ, oben) und Saporischschja (hier Александровскъ, unten) vor Bau des modernen Staudamms. Rechts: Die Stromschnelle Nenassytez’kij, die „Unersättliche“, im Detail.

Die Stromschnellen des Dnepr (ukrainisch Дніпрові пороги Dniprowi porohy, russisch Днепровские пороги Dneprowskije porogi, daher früher auch im Deutschen die Porogen) waren, im engeren Sinne, neun große Stromschnellen in der südlichen Ukraine (Oblaste Dnipropetrowsk und Saporischschja), zu denen dutzende kleinere hinzukamen, die zusammengenommen eine durchgehende Befahrung des über 2000 km langen Stroms verhinderten und somit über Jahrhunderte ein strategisch wichtiges Verkehrshindernis zwischen dem osteuropäischen Binnenland und dem Schwarzmeerraum darstellten. Sie begannen 15 km unterhalb der heutigen Großstadt Dnipro, wo sich der Fluss nach Süden wendet und in der Folge über etwa 70 km um 50 Höhenmeter fiel. An ihrem Ende liegt die Großstadt Saporischschja, wörtlich „jenseits der Stromschnellen“. Seitdem nahe der Stadt 1932 eine Talsperre fertiggestellt wurde (DniproHES), die neben der Stromerzeugung ausdrücklich auch zur Schiffbarmachung des Dnepr dienen soll, liegen die Schnellen unter einem riesigen Stausee.

## Geschichte

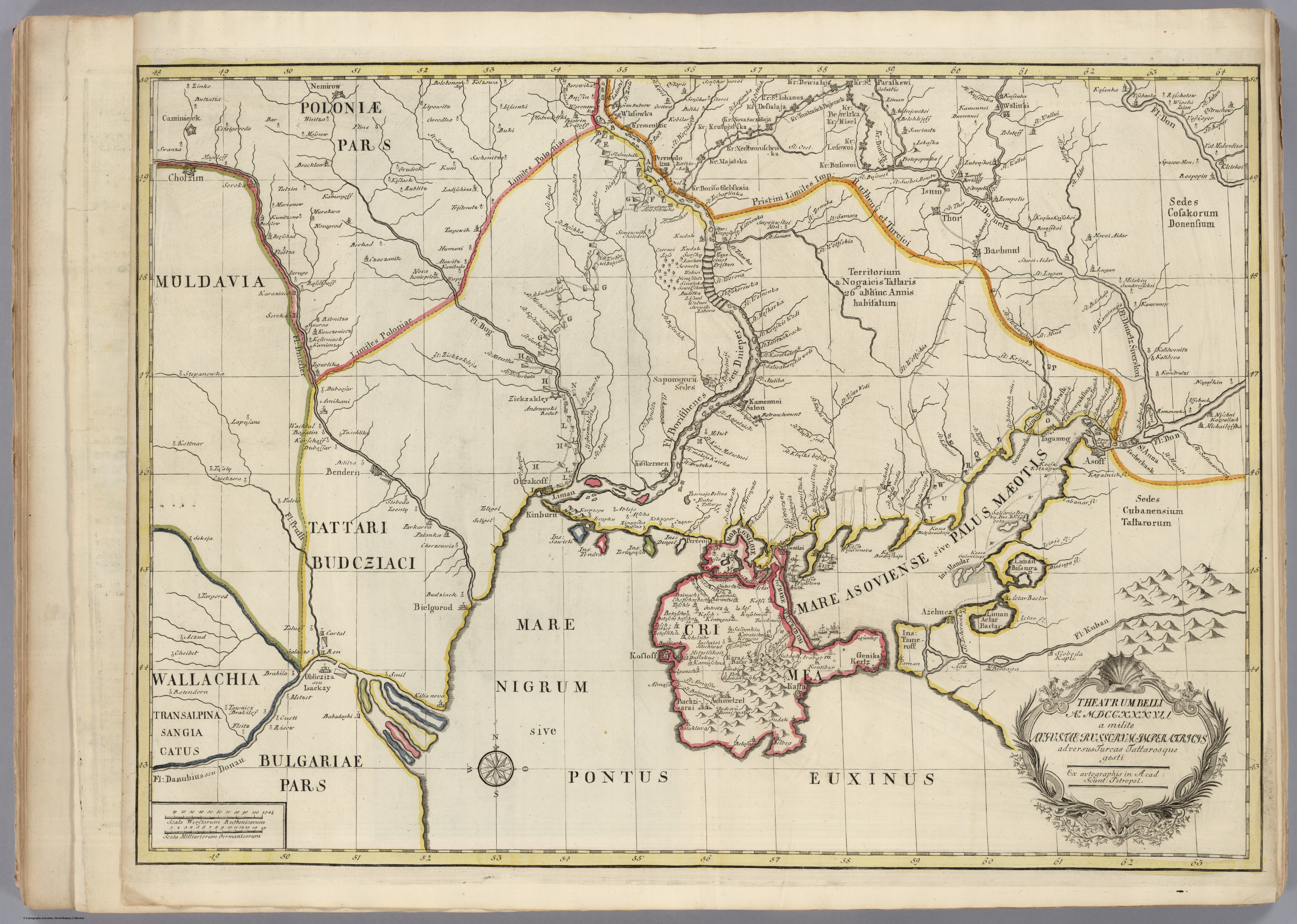
13 Stromschnellen des Dnepr auf einer Karte des Russisch-Türkischen Krieges von 1737

Da die alten Griechen als Händler am Nordufer des Schwarzen Meeres wohnten und den Dnepr durchaus kannten (als Borysthenes), waren ihnen vermutlich auch die Stromschnellen wegen ihrer Bedeutung für den Fernhandel bekannt. Sichere schriftliche Belege hierfür fehlen jedoch. Herodot berichtet, dass die Skythen ihre Könige im Gebiet von Gerra bestatteten, dort wo der Strom aufhöre, schiffbar zu sein. Die reichen skythischen Kurgane bei Nikopol (Oblast Dnipropetrowsk) könnten das bestätigen. Die gotisch-sarmatisch geprägte Tschernjachower Kultur des 2./3. Jahrhunderts n. Chr. unterhielt am unteren Ende der Stromschnellen – bei Baschmatschka nahe Saporischschja – eine Festung. Da diese Kultur sonst nicht für Befestigungen bekannt ist, scheint dies die damalige Bedeutung der Katarakte zu unterstreichen. Auch der in der altnordischen Hervarar-Saga erwähnte Hauptort der Goten, Árheimar, wird öfters in dieser Region verortet.
Im Frühmittelalter galten die Stromschnellen als wichtiger Teil des „Weges von den Warägern zu den Griechen“, durch den ab dem 8. Jahrhundert skandinavische Kaufleute und Söldner über die Flusssysteme Osteuropas ins Schwarze Meer gelangten. Die Reisenden mussten ihre Schiffe hier um sieben Stromschnellen herumschleppen und waren damit für Angriffe der ringsum wohnenden Steppennomaden, der Petschenegen, verwundbar. Diese überfielen und töteten 972 den Kiewer Fürsten Swjatoslaw, der von einem Friedensvertrag mit dem Kaiser von Byzanz zurückkehrte und den Fluss bei der Insel Chortyzja überqueren wollte.
Als neuralgische Punkte waren sie daher weithin bekannt und werden in wichtigen Schriften der Zeit erwähnt, so erstmals in der politischen Lehrschrift De Administrando Imperio des byzantinischen Kaisers Konstantin VII. (905–952), weiterhin in der Nestorchronik, der wichtigsten Quelle zur frühen Geschichte der Ostslawen, sowie im Igorlied, dem russischen Nationalepos. Diese strategische Lage nutzten auch die ukrainischen Kosaken, deren mächtigste Teilgruppe, die Saporoger Kosaken (ukrainisch sa poróhami „hinter den Stromschnellen“), ab dem 16. Jahrhundert ihr Zentrum auf der großen Flussinsel Chortyzja knapp unterhalb der Katarakte hatten. Um ihnen Aufstände zu erschweren, gründete der polnische König Wladyslaw Wasa 1635 Kodak, die erste moderne Festung an den Stromschnellen, an deren Eingang, nahe dem heutigen Dnipro.
Als im späten 18. Jahrhundert das Russische Kaiserreich den gesamten Flusslauf unter seine Herrschaft brachte, begannen Versuche, ihn zu regulieren. Die ersten Projekte, durch Oberst N. Falejew (1785) und Oberst Fr. P. de Wollant (1795–1807), führten zu keinen nennenswerten Ergebnissen. In den Jahren 1843 bis 1854 wurden sämtliche Stromschnellen durch Kanäle nahe des linken Ufers umgangen sowie die gefährlichsten Felsen entfernt. Allerdings waren diese Kanäle für zahlreiche Schiffe, darunter die neuen Dampfboote, zu eng und zu flach, sodass die althergebrachte „Kosakenroute“ nahe dem rechten Ufer weiter in Gebrauch blieb.
Im Jahre 1905 wurden erstmals Entwürfe für moderne Schleusen angefertigt. Das Eisenbahnministerium schlug 1914 der Duma vor, solche nach Plänen des Ingenieurs I. A. Rosow für 37 Millionen Rubel zu bauen. Etwa zur selben Zeit arbeitete B. A. Bachmetjew am Petrograder Polytechnikum Pläne zur Nutzung des Dnepr für Schifffahrt und Wasserkraft aus. Beide Pläne wurden zusammengelegt, kamen aber durch den Ersten Weltkrieg kaum voran. Vor den Wirren des Bürgerkriegs wurden die Pläne von Jekaterinoslaw nach Noworossijsk und von dort vermutlich ins Ausland verlegt. Dennoch wurden diese Planungen zur Grundlage der letztendlich umgesetzten Entwürfe von I. G. Alexandrow, die ab 1920 Teil des sowjetischen Mammutprojektes GOELRO waren.
Ab 1927 wurden die Uferbereiche der Stromschnellen geräumt. Die Staumauer und das zugehörige Kraftwerk (damals vor allem unter der russischen Namensform DneproGES bekannt) wurden bis 1932 mit erheblicher US-amerikanischer Unterstützung bei Entwurf und Spezialtechnik fertiggestellt. Die Anlagen wurden im Zweiten Weltkrieg zweimal gesprengt (1941 von der Roten Armee, 1943 von der deutschen Wehrmacht), so dass die Stromschnellen kurzzeitig wieder auftauchten. Der heutige Zustand entstammt dem Wiederaufbau von 1944 bis 1950.

## Beschreibung

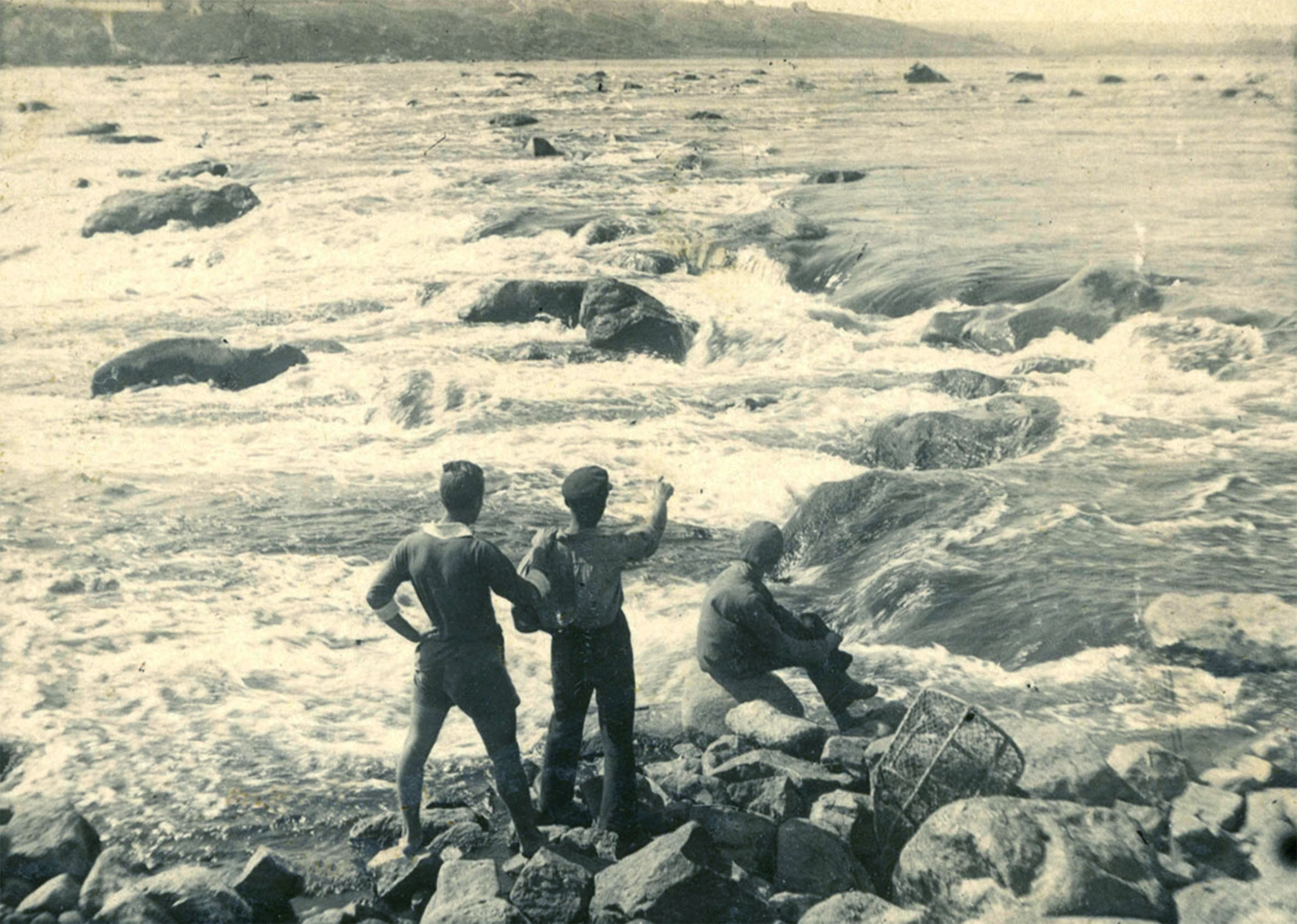
Die Stromschnellen im Jahre 1920

Bei Kiew trifft der Dnepr auf die harten Granit- und Gneisgesteine des Ukrainischen Schildes und wird von ihnen nach Südosten abgelenkt. Nahe der Stadt Dnipro gelingt dem Wasser der Durchbruch nach Süden durch einen östlichen Ausläufer des Schildes, einen langen Granitrücken, der das Flussbett mit einer Vielzahl von Felsen und Klippen füllt. Erst hinter Saporischschja beruhigt sich der Fluss und wendet sich in südwestlicher Richtung dem Schwarzen Meer zu.
Im Allgemeinen waren die Stromschnellen überhaupt nur bei hohem Wasserstand und mit kleinen Booten schiffbar, typischerweise im Frühjahr. Bei Niedrigwasser im Sommer und Herbst konnten nur Flöße sie durchlaufen. Andere Waren nahmen den Landweg an den Stromschnellen vorbei. Der Dnepr war hier damit deutlich in einen Ober- und einen Unterlauf geteilt.
Die ukrainische Überlieferung nennt neun große Stromschnellen (ukrainisch Singular poríh, wörtlich „Schwelle“, Plural poróhy), die den Fluss in seiner ganzen Breite unterbrachen. Bereits Konstantin VII. nennt für sie besondere Namen. Hinzu kamen mehrere Dutzend Felsriegel (ukrainisch Plural sabóry), die den Strom teilweise verengten (6 davon aber bereits oberhalb von Dnipro). Über etwa 70 km fiel der Fluss dann um 35,5 Höhenmeter, das heißt etwa 0,47 m/km. An den Stromschnellen engte er sich auf 360 bis 900 Meter ein und fiel mit stellenweise bis zu 1 % Neigung, woraus sich Fließgeschwindigkeiten von bis zu 6 m/s ergaben. Zwischen diesen Hindernissen floss der Strom hingegen fast eben und weitete sich teilweise auf mehr als 1800 Meter.
Die Stromschnellen des Dnepr waren, in Fließrichtung angegeben, die folgenden:

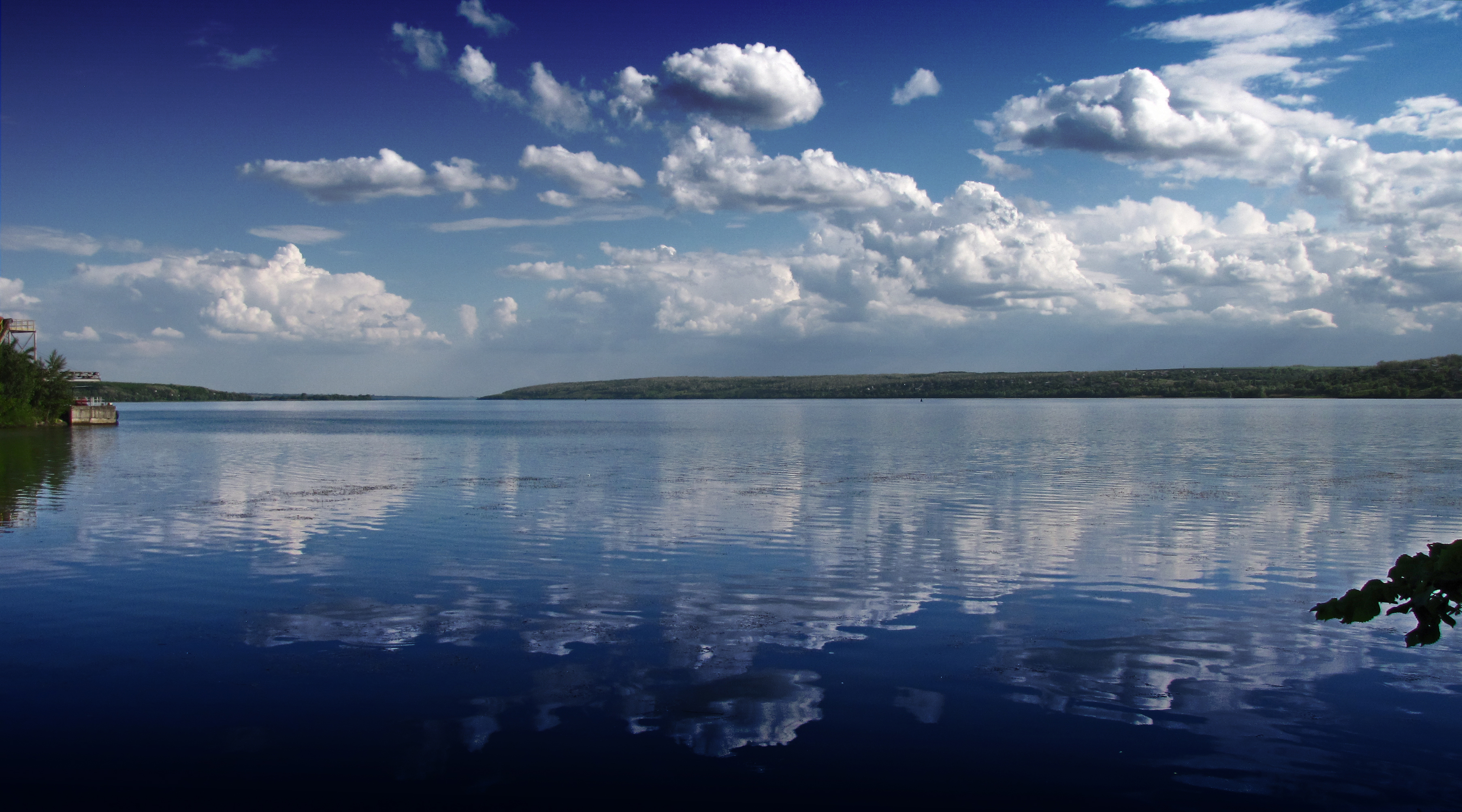
Der heutige Stausee nahe der ehemaligen Stromschnelle Lochans'kyj

1. Kodaz’kyj, russisch Kodazkij, mit vier Wasserfällen, nach der nahen Kosakenfestung Kodak. Zu Konstantins VII. Zeit „Schlafe nicht“ genannt (altslawisch Ne sǔpi, altnordisch Sof eigi). Hier siedelten die Lotsen. Unter Fürst Potjomkin waren es 121 Männer, die von Steuern und Wehrdienst befreit und dem Verkehrsministerium unterstellt waren. Später stieg ihre Zahl auf fast 700.[3]
2. Surs’kyj, russisch Surskij, vermutlich als „die Schlimme“ zu deuten. Fast alle Felsen waren hier in flachem Wasser verborgen. Bei Konstantin VII. „Insel-Fälle“ (altslawisch Ostrowĭnyj pragǔ, altnordisch Holmfors).
3. Lochans’kyj, russisch Lochanskij, von lochan’ für „Zuber“, mit drei Fällen.
4. Dswonez’kyj, russisch Swonezkij, „die Klingende“. Bei Konstanti VII. „die Brüllende“ (altnordisch Gellandi).
5. Nenassytez’kyj, russisch Nenassytez, „die Unersättliche“, ukrainisch auch Rewutschyj, „die Tosende“, Did-porih und Peklo, „die Hölle“; die größte und gefährlichste der Stromschnellen: 7 Wasserfälle mit insgesamt 5,9 Meter Fallhöhe, 2,4 km lang, über 1 km breit. Durch ihre starke Strömung fror sie als einzige Stromschnelle nie zu. Ihr Tosen war mehrere Kilometer weit zu hören. Zu Konstantin VII. Zeiten als „Pelikans-Fälle“ (altslawisch Nejasytĭ) bzw. als „Immer-Wütende“ (altnordisch Eyforr) bekannt. 1787 besuchte Zarin Katharina die Große auf dem Weg zur zuvor unterworfenen Krim die Stromschnellen und sah von einem hölzernen Pavillon aus zu, wie Lotsen 80 Galeeren durch die Gefahrenstelle brachten.[8]
6. Wownys’kyj, russisch Wownigowskij, „die bei den Wellen“, so sinngemäß auch schon bei Konstantin VII. (slawisch Vlǔnĭnyj, altnordisch Bárufors).
7. Budyl’s’kyj, russisch Budil’skij, ukrainisch auch Tawolshans'kyj. Im Mittelalter als „die Lachende“ bekannt (slawisch Vĭruči, altnordisch Hlæjandi).
8. Lyschnij, russisch Lischnij, „die Übrige“, wohl da sie die am einfachsten zu befahrende war.
9. Wil’nyj, russisch Wol’nyj, „die Freie“. Von ihr sind als einziger heute noch Reste zu sehen.[3]